# Fredede fortidsminder i Holstebro Kommune
Denne liste over fredede fortidsminder i Holstebro Kommune viser alle fredede fortidsminder i Holstebro Kommune. Listen bygger på data fra Kulturarvsstyrelsen.